# Stéphane Breitwieser

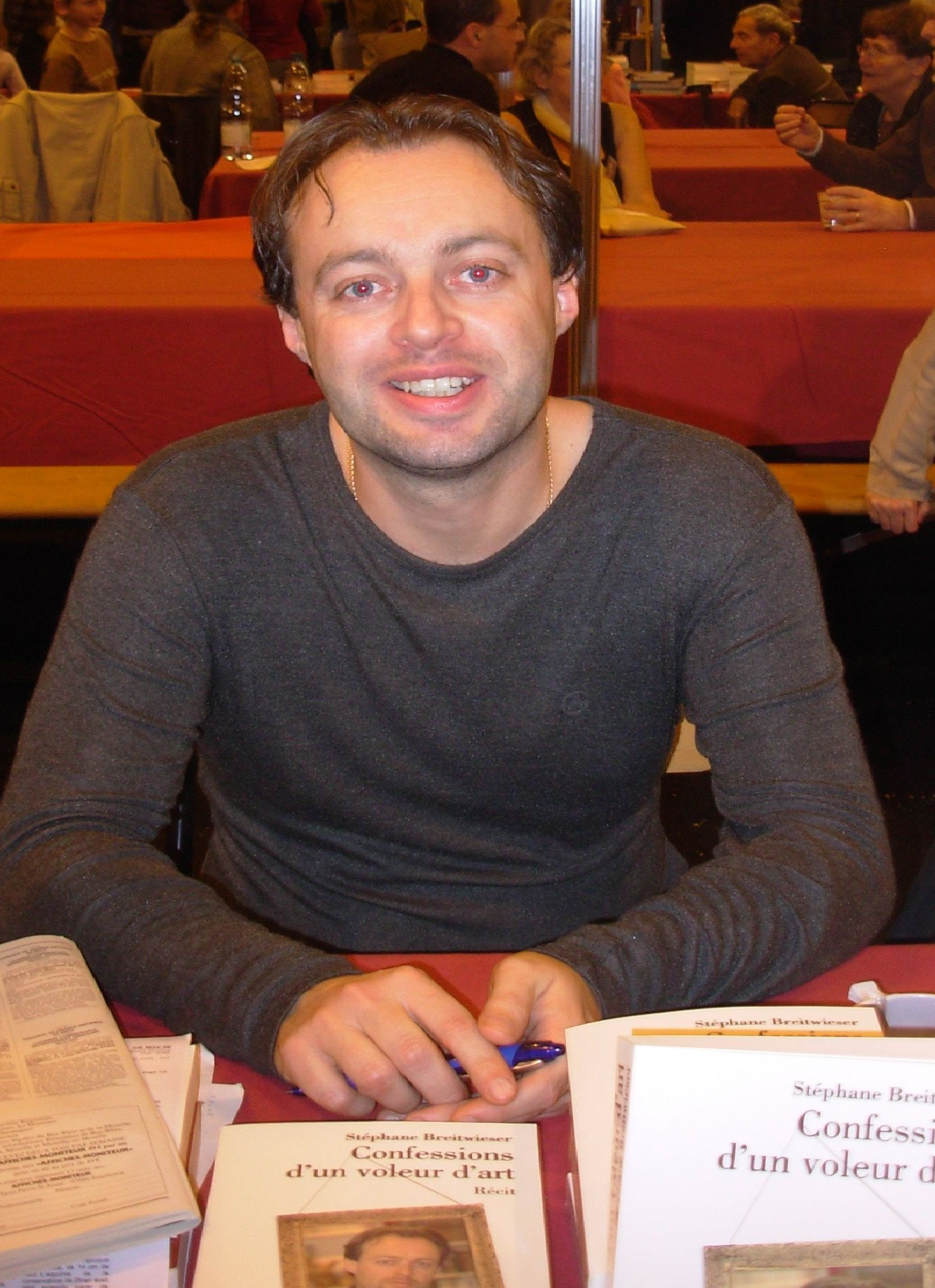
Breitwieser im „Salon du Livre de Colmar“ in Frankreich am 26. November 2006

Stéphane Breitwieser (* 1. Oktober 1971 in Mülhausen, Elsass) ist ein französischer Kunstdieb und Autor. Zwischen 1995 und 2001 stahl er, während er durch Europa reiste und als Kellner arbeitete, insgesamt 239 Kunstwerke im Wert von ungefähr 1,4 Milliarden US-Dollar. Breitwieser entwendete die Werke nicht, um sie zu verkaufen; er wollte vor allem seine private Kunstsammlung mit Bildern aus dem 16., 17.
und 18. Jahrhundert erweitern.

„Ich genieße Kunst. Ich liebe solche Kunstwerke. Ich sammelte sie und behielt sie zu Hause.“

Seinen ersten Diebstahl beging er im März 1995 während des Besuches der mittelalterlichen Burg in Gruyères (Schweiz) zusammen mit seiner Freundin Anne-Catherine Kleinklauss. Er stahl ein Gemälde von Christian Wilhelm Ernst Dietrich. Er sagte darüber:

„Ich war von der Schönheit fasziniert, von der malerischen Qualität der porträtierten Frau und von ihren Augen. Ich dachte, es sei eine Rembrandt-Nachahmung.“

Während seine Freundin aufpasste, nahm er das Bild aus dem Rahmen und versteckte es unter seiner Jacke. Das wertvollste Gemälde, das er stahl, war das Bildnis der Sybille von Kleve von Lucas Cranach dem Älteren bei der Vorbesichtigung zu einer Auktion von Sotheby’s in Baden-Baden im Jahr 1995. Es war ungefähr 7,3 Millionen Euro wert.
Im Jahr 2001 wurde er schließlich festgenommen, als er zwei Tage nach einem Diebstahl in Luzern Spuren vernichten wollte. Im Januar 2005 wurde er in Straßburg zu drei Jahren Haft verurteilt, musste aber nur 26 Monate verbüßen. Trotz seiner umfänglichen Sammlung kann Breitwieser sich an jedes Stück, das er gestohlen hat, erinnern. So unterbrach er während der Auflistung der von ihm gestohlenen Kunstwerke während der Gerichtsverhandlung den Vortragenden mehrmals, um Details zu ergänzen. Am Tag vor der Verurteilung versuchte er, sich in seiner Zelle zu erhängen. Breitwiesers Freundin wurde zu 18 Monaten verurteilt, musste jedoch nur sechs Monate verbüßen. Die gestohlenen Kunstwerke hatte er im Haus seiner Mutter in Mülhausen zusammengetragen. Diese hat sie, nachdem ihr Sohn festgenommen worden war, nach eigenen Angaben zerschnitten und entweder zum Müll oder in einen Rhone-Kanal geworfen. Das löste einen der drei fehlgeschlagenen Suizidversuche Breitwiesers aus. Auf Grund der Zerstörung der Kunstwerke wurde die Mutter ebenfalls zu drei Jahren Haft verurteilt, blieb aber nur 18 Monate inhaftiert.
Insgesamt 102 der gestohlenen Kunstwerke konnten aus dem Kanal gerettet und an verschiedene Museen zurückgegeben werden. Die restlichen Exponate sind zerstört oder blieben verschwunden. Die Beschreibungen dieser verlorenen Werke finden sich in der Datenbank des Art-Loss-Registers. In Frankreich ist Breitwieser zwar auf freiem Fuß und seine Diebstähle gelten dort auch als verjährt, aber er kann das Land nicht verlassen, ohne im Ausland eine Verhaftung zu riskieren. Denn auch in sieben weiteren europäischen Ländern verübte er Kunstdiebstähle, und in jedem dieser Länder gelten diesbezüglich unterschiedliche Gesetze. In Deutschland war im Jahr 2007 laut Süddeutscher Zeitung noch immer eine Untersuchung der Staatsanwaltschaft Köln gegen ihn anhängig.
Anfang April 2011 durchsuchte die Polizei erneut seine Wohnung und fand knapp 30 gestohlene Gemälde und etliche weitere Kunstwerke. In der Folge wurde er am 3. Juli 2013 vom Straßburger Landgericht zu drei Jahren Haft verurteilt.
Knapp vier Jahre nach der Verurteilung, im Februar 2017, brach er das Halbrelief „Madonna mit Kind“ aus einem Reliquienschrein in der ehemaligen Stiftskirche St. Castor in Treis-Karden. Am 13. Februar 2019 meldete die Polizei, dass die aus dem späten 15. Jahrhundert stammende Skulptur gefunden wurde.
Im Februar 2019 wurde gemeldet, dass er erneut im Elsass verhaftet wurde. Er stand seit 2016 unter Beobachtung, als er einen Briefbeschwerer aus dem 19. Jahrhundert auf Ebay angeboten hat. Mehrere solcher Objekte waren in einem Museum in Saint Louis gestohlen worden. In seinem Haus wurden römische Münzen aus einem Archäologiemuseum gefunden sowie weitere Stücke aus lokalen und deutschen Galerien. Im Haus seiner Mutter wurden 163.000 Euro in bar in Eimern gefunden.
Breitwieser schrieb eine autobiografische Dokumentation, in der er über seine Diebstähle, die erste Haftstrafe und seine Motive berichtet. Das Buch erschien 2006 auf Französisch unter dem Titel Confessions d’un Voleur d’art. 2007 kam es unter dem Titel Bekenntnisse eines Kunstdiebes auch auf den deutschsprachigen Buchmarkt.
Seit April 2021 sitzt er erneut auf der Anklagebank. Vor dem Amtsgericht Gengenbach (Baden-Württemberg) geht es um eine Reihe von Diebstählen zwischen 2016 und 2018.